# Pavel Bugalo
Pavel Bugalo (en ruso: Павел Викторович Бугало; Chirchiq, RSS de Uzbekistán; 21 de agosto de 1974) es un exfutbolista de Uzbekistán que jugaba en la posición de guardameta.

## Carrera

### Club
| Periodo   | Club               | Apariciones |
| --------- | ------------------ | ----------- |
| 1991      | FC Chirchiq        | 14          |
| 1992-1999 | Pakhtakor Tashkent | 172         |
| 2000-2001 | Alania Vladikavkaz | 10          |
| 2002-2004 | FC Zhenis Astana   | 51          |
| 2005      | FC Zhetysu         | 22          |
| 2006      | FC Ordabasy        | 23          |
| 2007-2010 | FC Bunyodkor       | 69          |
| 2010      | FK Andijan         | 5           |
| 2011-2013 | Lokomotiv Tashkent | 35          |
| 2014-2017 | FC Bunyodkor       | 12          |

### Selección nacional
Jugó para Uzbekistán en 40 ocasiones de 1995 a 2007, participó en tres ediciones de la Copa Asiática y en los Juegos Asiáticos de 1998.

## Logros

### Club
Pakhtakor
- Liga de fútbol de Uzbekistán (2): 1992, 1998
- Copa de Uzbekistán (2): 1993, 1997

Zhenis
- Copa de Kazajistán (1): 2002

Bunyodkor
- Liga de fútbol de Uzbekistán (1): 2008
- Copa de Uzbekistán (1): 2008,

### Individual
- Futbolista Uzbeko del Año (2): 1996, 1997